# Battletoads in Battlemaniacs
Battletoads in Battlemaniacs — видеоигра в жанре beat 'em up, разработанная британской студией Rare для приставки Super Nintendo Entertainment System и выпущенная в 1993 году компаниями Nintendo и Tradewest в Европе и Северной Америке соответственно. Японская версия появилась годом позже благодаря издательству Nihon Falcom, в этом же году силами студии Syrox Developments состоялось портирование игры для консоли Sega Master System, эта версия вышла в том же году, но исключительно на территории Бразилии — продюсирование взяли на себя компании Virgin Interactive и Tectoy. Представляет собой прямое продолжение оригинальной Battletoads.
По сюжету жабы посещают уединённую крепость, расположенную среди гор северного Тибета, где корпорация Псикон испытывает свою новую игровую систему с невероятно глубоким погружением в виртуальную реальность. Внезапно из экрана в помещение прорывается антропоморфный свин, прислуживающий Тёмной королеве и Силусу Волкмаиру, и похищает дочь президента компании, Митико Тасёку, а также Зитца, попытавшегося спасти девушку. Оставшиеся в реальном мире жабы решают проследовать за ними, спасти своих друзей и помешать планам злодеев по захвату всего мира.
Играть можно либо в одиночку, либо вдвоём, при этом игрок получает возможность выбрать одну из двух жаб, Пимпла или Раша. Персонажи обладают уникальным набором приёмов и различными комбинациями ударов — в плане геймплея игра является классической представительницей жанра «избей их всех» и придерживается традиций предыдущих частей. Происходящее, как и раньше, отрисовано в мультяшном юмористическом стиле, жабы сражаются с противниками, регулярно используя театрализованные удары милосердия, когда их конечности увеличиваются до огромных размеров или превращаются в какой-либо предмет типа наковальни или пудовой гири. Уровень сложности по-прежнему очень высок.
Версия для Sega Master System в плане содержания практически ничем не отличается от оригинала, тем не менее, в связи с меньшей производительностью консоли её графика несколько упрощена, присутствуют некоторые гличи и баги. Сокращению подвергся и музыкальный ряд, на определённых уровнях мелодии повторяются, а кое-где — отсутствуют вовсе. Версия для Sega должна была появиться не только в Бразилии, но и в Европе — на июль 1994 года была даже назначена дата релиза, а в британском журнале Sega Power появился полноценный обзор. Однако в конечном итоге издание по неизвестным причинам так и не состоялось.

## Уровни
Всего уровней в игре 7. Все они - это ремейки из оригинальной игры Battletoads на NES и Sega Mega Drive
1. Level — Подобно оригиналу, здесь нужно проследовать и драться с врагами.
2. Level — Это ремейк 2-го уровня Wookie Hole из оригинала, здесь нужно спускаться вниз и избавляться от врагов. В отличие от оригинала, здесь мы едем верхом на антигравитационных дисках, а в оригинале спускаемся на верёвке.
3. Level — Это ремейк 3-го уровня Turbo Tunnel из оригинала, где нужно ездить на ховер-байке, уклоняться от препятствий. (даже музыка ремиксирована)
4. Level — Это ремейк 6-го уровня Karnath Lair из оригинала, здесь нужно кататься верхом на змее и уклоняться от препятствий.
5. Level — Это ремейк 11-го уровня Clinger-Winger из оригинала, здесь нужно прокатиться на чём-то вроде самоката, и при этом отрываться от врага сзади. В отличия от оригинала, здесь добавлены препятствия.
6. Level — Это ремейк 10-го уровня Rat Race из оригинала, задача та же. Прибежать быстрее крысы и взорвать соперника.
7. Level — Финальный скорее не уровень, а битва с королевой тьмы. Ремейк 13 уровня "Армагедон" из оригинала.